# مسييه 71

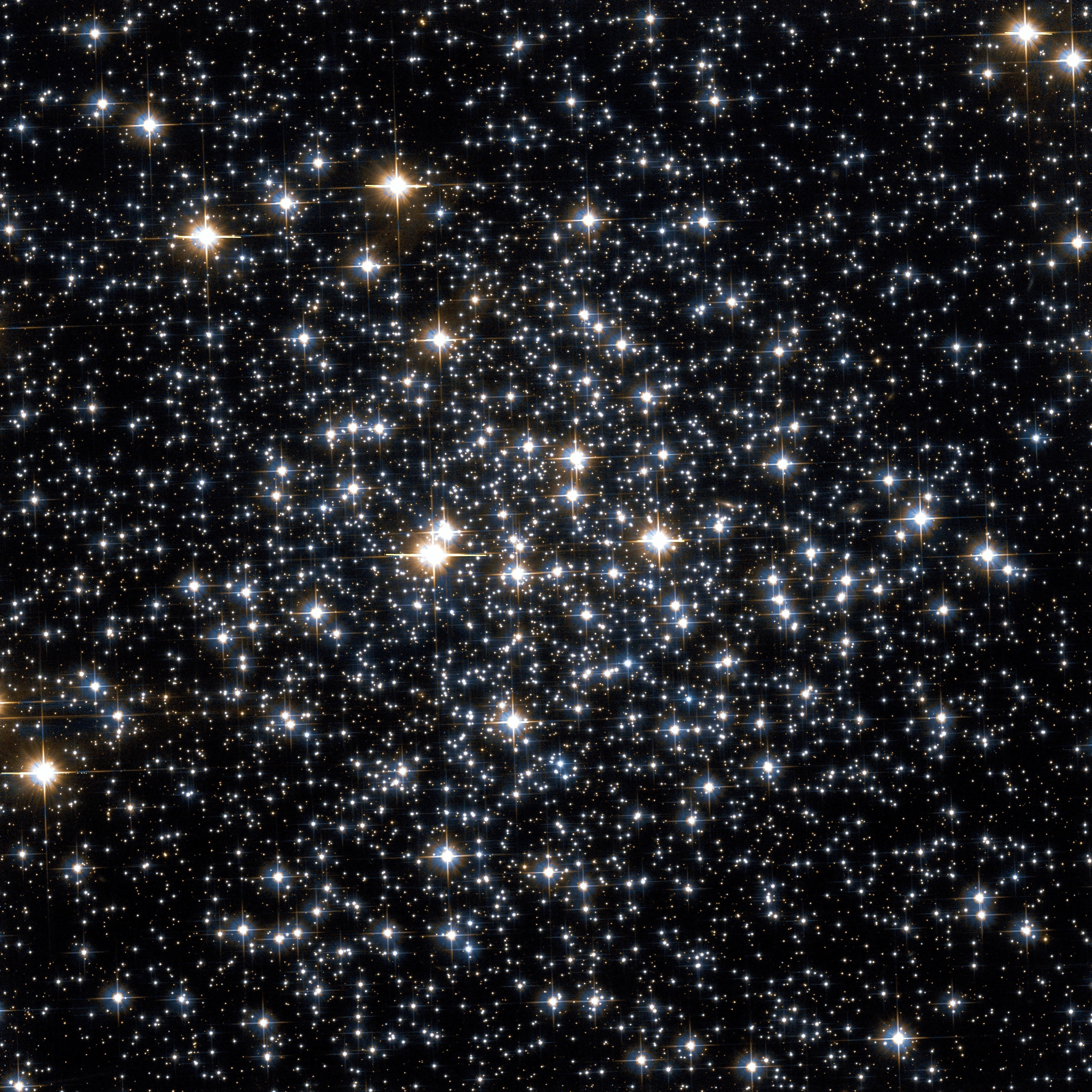

مسييه 71  أو م71 (بالإنجليزية :Messier 71) وطبقا للفهرس الجديد NGC 6838 هو تجمع نجمي مغلق يوجد في كوكبة الرامي (كوكبة)، اكتشف التجمع عام 1746 وضمه مسييه إلى فهرسه وأعطاه رقم مسييه 71.
يبعد مسييه 71 عن الأرض نحو 12.000 سنة ضوئية ويبلغ قطره نحو 27 سنة ضوئية. يوجد به نجم واحد من نوع النجوم الزرقاء يسمى Z Sagittae.

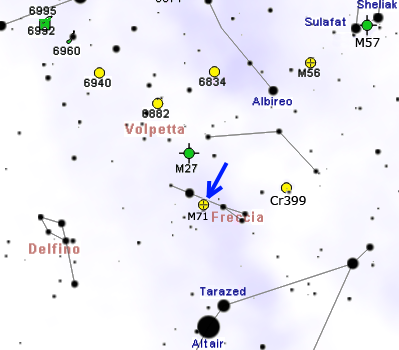
خريطة توضح موقع M71

وكان يُعتقد حتى عام 1970 أنه تجمع نجمي مفتوح حيث يبدو بدون مركز كثيف بالنجوم، وتبين القياسات الحديثة أن عمر ذلك التجمع يعود إلى 9 - 10 مليارات من السنين. ويفسر هذا العمر الطويل ظاهرة وجود معادن كثيرة في نجومه. يعادل سطوع مسييه 71 نحو 13.200 سطوع شمسي.

## اقرأ أيضا
- نجم
- مجرة
- قزم أبيض
- عملاق أحمر
- الانفجار العظيم
- خط زمني للانفجار العظيم
- نجم نيوتروني
- ثقب أسود

## وصلات خارجية
- موقع الكون